# Zamia urep
Zamia urep är en kärlväxtart som beskrevs av B. Walln. Zamia urep ingår i släktet Zamia och familjen Zamiaceae. IUCN kategoriserar arten globalt som akut hotad. Inga underarter finns listade i Catalogue of Life.